# Jaime Jesús Balcázar
Pour les articles homonymes, voir Balcázar.
Jaime Jesús Balcázar, né le 27 janvier 1934 à Barcelone (Catalogne), est un réalisateur, scénariste et producteur de cinéma catalan.

## Biographie
Jaime Jesús Balcázar Granada, le frère cadet du réalisateur et producteur Alfonso, a tourné une série de longs métrages, dont trois westerns spaghettis sont devenus les plus connus. En tant que membre de la famille Balcázar, qui dominait le marché cinématographique catalan à travers la société Balcázar Producciones Cinematográficas, il s'est d'abord chargé du doublage des films produits avant de réaliser son premier film, Violence en Oklahoma, non pas pour sa propre société, mais pour Leda Films sis à Madrid. Il a ensuite réalisé six films de divertissement.
Son film suivant, El misterio de la vida, était une variante espagnole du film allemand d'éducation sexuelle Helga, de la vie intime d'une jeune femme ; dans ses dernières années, il s'est ensuite tourné vers le film érotique de fiction. Plusieurs films ont été réalisés en collaboration avec le réalisateur allemand Hubert Frank. En 1982, il abandonne toute activité cinématographique,.

## Filmographie

### Réalisateur
- 1965 : Violence en Oklahoma (Il ranch degli spietati), coréalisé avec Roberto Bianchi Montero
- 1965 : Jess ne pardonne pas (de) (Tierra de fuego)
- 1966 : Quatre Dollars de vengeance (Cuatro dólares de venganza), coréalisé avec Alfonso Balcázar
- 1966 : El filo del miedo
- 1966 : L'Homme aux poings d'or (El hombre del puño de oro)
- 1968 : La Nuit du massacre (Crónica de un atraco)
- 1969 : Españolear
- 1971 : El misterio de la vida
- 1979 : Inès de Villalonga (Ines de Villalonga 1870 - la novizia)
- 1982 : La Première Fois (Playa azul)
- 1982 : Catherine chérie, coréalisé avec Hubert Frank

### Scénariste
- 1966 : Thompson 1880 de Guido Zurli
- 1966 : Superargo contre Diabolikus (Superargo contro Diabolikus) de Nick Nostro
- 1967 : Pour cinquante mille sacrés dollars (de) (Feuer frei auf Frankie) de José Antonio de la Loma
- 1967 : Gentleman Killer (Gentleman Jo… uccidi) de Giorgio Stegani
- 1967 : Professionnels pour un massacre (Professionisti per un massacro) de Nando Cicero
- 1968 : Sonora d'Alfonso Balcázar
- 1969 : Deux fois traître (Due volte Giuda) de Nando Cicero
- 1981 : Mad Foxes (Los violadares) de Paul Grau
- 1986 : Le Miel du Diable (Il miele del diavolo) de Lucio Fulci

### Producteur
- 1969 : Le Château de Fu Manchu (El castillo de Fu-Manchu) de Jesús Franco
- 1980 : Viaje al más allá de Sebastián D'Arbó
- 1982 : El mundo sexual de la pareja d'Enrique Guevara
- 1982 : El ser de Stefano D'Arbo et Sebastián D'Arbó
- 1985 : Acosada de Sebastián D'Arbó
- 1986 : Locas vacaciones de Hubert Frank
- 1988 : La diputada de Javier Aguirre